# Ekkehard Tertsch
Ekkehard Tertsch (* 3. August 1906 in Triest, Österreich-Ungarn; † 30. August 1989 in Madrid) war ein österreichischer Journalist. Er begann 1940 seine Karriere im deutschen diplomatischen Dienst als Pressereferent und überzeugter Nationalsozialist. Nach dem Attentat vom 20. Juli 1944 stand er im Verdacht, von dem Plan Hitler zu töten gewusst zu haben, wurde verhaftet und blieb bis Kriegsende im KZ Sachsenhausen inhaftiert. Anschließend war er in Spanien journalistisch tätig und beriet auch die österreichische Regierung über spanische Fragen.

## Leben und Karriere
Ekkehard Tertsch studierte ab 1924 Geisteswissenschaften in Wien und promovierte 1928 zum Dr. phil. Parallel dazu absolvierte er von 1926 bis 1928 eine Ausbildung an der Konsularakademie Wien. Anschließend arbeitete er als Journalist.
Schon zum 22. März 1933 trat er in Wien der NSDAP bei (Mitgliedsnummer 1.528.409). Nach dem Verbot der Partei in Österreich im Juni 1933 arbeitete er für deutsche Organisationen als Informant. Allerdings glaubte die Gestapo, dass er für einen Geheimdienst oder die österreichische Polizei arbeiten würde. Bis 1936 war er Sekretär des Wiener Bankiers und Industriellen Hermann Oppenheim. Zeitweise lebte Tertsch in London als Vertreter für österreichisches Kunstgewerbe. Nach dem Anschluss Österreichs kehrte er nach Wien zurück. Dort trat er im April 1938 der SA-Reiterstandarte bei, zunächst als Obertruppführer, 1943 wurde er SA-Sturmführer.
Im Jahr 1940 begann er seine Karriere im deutschen diplomatischen Dienst als überzeugter Nationalsozialist. Das Auswärtige Amt beschäftigte Tertsch als Pressereferent in Berlin, Vichy und Zagreb. 1943 wurde er stellvertretender Pressechef an der deutschen Botschaft in Madrid. Er war ein enger Mitarbeiter von Josef Hans Lazar, ebenfalls ein österreichischer Diplomat und Journalist, und galt als wichtiger NS-Propagandist in Spanien während des Zweiten Weltkriegs.
Nach dem erfolglosen Attentat auf Hitler vom 20. Juli 1944 geriet Tertsch ins Visier des deutschen Polizeiattachés in Madrid und SS-Sturmbannführers Paul Winzer. Es kamen Zweifel an seiner Zuverlässigkeit auf. Er stand im Verdacht von dem Plan Hitler zu töten gewusst zu haben. Der Grund waren laut dem Historiker Stefan A. Müller seine Kontakte zu Graf Josef von Ledebour, einem Österreicher im Dienste des Abwehramtes, der sich vor dem Attentat bei Tertsch in Madrid aufgehalten hatte. Auch galten beide als Sympathisanten für eine österreichische Unabhängigkeitsbewegung. Das Auswärtige Amt bestellte Tertsch im August 1944 unter einem Vorwand und größter Geheimhaltung nach Berlin. Dort nahm man ihm den Pass ab, die Gestapo verhaftete ihn und er wurde im Zellengefängnis Lehrter Straße inhaftiert. In den anschließenden Verhören belastete er seinen Vorgesetzten Lazar, der ebenfalls von dem Attentat gewusst haben soll. Lazar konnte sich entlasten und entging einer Inhaftierung. Tertsch jedoch wurde nach einem Luftangriff, der das Gefängnis beschädigt hatte, am 20. Februar 1945 mit 17 anderen politischen Gefangenen in den Zellenbau im KZ Sachsenhausen gebracht, wo er bis zur Evakuierung des Lagers Ende April 1945 inhaftiert blieb.
Nach dem Krieg floh er als Priester verkleidet nach Spanien. Für ehemalige österreichische Nationalsozialisten wurde nach 1945 das franquistische Spanien ein sicherer Zufluchtsort. Tertsch gab ab 1946 das Wirtschaftsbulletin Spanish Economic News Service (SENS) heraus, das der österreichischen Botschaft für politische Berichte diente. Auf Englisch, Französisch oder Deutsch enthielt es Informationen aus Industrie, Handel und Wirtschaftspolitik. Auch war er als Korrespondent für verschiedene österreichische Zeitungen tätig und wurde 1949 Berater der diplomatischen Vertretungen Österreichs in Spanien. Ab 1959 war er unbesoldeter Korrespondent für das österreichische Bundespresseamt. In der Endphase der Franco-Diktatur schrieb Tertsch zwischen 1970 und 1975 für Die Presse über einige aufsehenerregende politische Ereignisse in Spanien, darunter 1970 die „Prozesse von Burgos“ gegen 16 Mitglieder der baskischen Untergrundorganisation ETA sowie 1973 das Attentat auf Luis Carrero Blanco und den anschließenden Prozess.

## Auszeichnungen
- 1960: Silbernes Ehrenzeichen für Verdienste um die Republik Österreich[9]

## Familie
Seine Eltern waren der Mineraloge und Landesschulinspektor Hermann Tertsch und Stephanie Tertsch, geborene Maras. Er war katholisch. In zweiter Ehe heiratete er 1955 Felisa Maria de Iciar del Valle Lersundi y del Valle. Einer ihrer beiden Söhne ist der spanische Journalist und Politiker Hermann Tertsch.

## Schriften
- Studien zur Quellengeschichte des mittelhochdeutschen Gedichts vom Grafen Rudolf. Wien 1928[1]